# (1220) Крокус
(1220) Крокус (лат. Crocus) — небольшой астероид внешней части главного пояса, который был обнаружен 11 февраля 1932 года немецким астрономом Карлом Вильгельмом Рейнмутом, работавшим в Гейдельбергской обсерватории. Был назван в честь рода растений (цветов) крокус (нем. Crocus).
Период обращения астероида вокруг Солнца составляет 5,218 года.